# Красношапочная пипра
Красношапочная пипра (лат. Ceratopipra mentalis) — певчая птица из семейства манакиновые.

## Оперение
Оперение самцов преимущественно чёрного цвета. На голове и затылке перья красного цвета. Ноги жёлтого цвета. Абсолютно иначе и значительно незаметнее выглядят самки. Оперение верхней части тела от коричневатого до оливкового окраса. Нижняя часть тела от зеленоватого до желтоватого окраса.

## Распространение
Птица живёт, прежде всего, во влажных джунглях Колумбии, Коста-Рики, Мексики и Панамы.

## Питание
Красношапочная пипра питается почти исключительно фруктами. Процесс их переваривания длится, как правило, меньше 18 минут. Птицы поедают семена многих видов растений, включая растения родов Clidemia, Hampea, Henriettea, Leandra, Miconia, Ossaea, Pinzona и Psychotria.

## Размножение
Чтобы привлечь самку, самец исполняет несколько ритуалов. Как и другие самцы пипр он очень быстро прыгает в кроне деревьев, издавая при этом очень резкие звуки и совершая до 80-ти взмахов крыльями в секунду. Своими мелкими, быстрыми движениями взад-вперёд они создают впечатление, что передвигаются без участия ног.